# Ford Freestar
Der Ford Freestar ist ein Van, der von der Ford Motor Company von August 2003 bis November 2006 hergestellt wurde. Er ersetzte den Windstar. 
Die Namensänderung entsprach der Ford-Strategie, allen Modellen Typennamen zu geben, die mit F beginnen. Der Freestar und sein Schwestermodell Mercury Monterey wurden in Oakville (Ontario) gebaut.

## Geschichte
Der Freestar bot Platz für bis zu sieben Passagiere und besaß serienmäßig ein vierstufiges, elektronisch geregeltes Automatikgetriebe. Es gab fünf Ausstattungslinien: Grundausstattung (ohne Bezeichnung), SE, Sport, SEL, und Limited.
In den USA wurde der Freestar mit zwei unterschiedlichen benzinbetriebenen V6-Motoren angeboten: Der kleinere 3,9-Liter-Motor entwickelte eine Leistung von 144 kW bei 4.500/min und ein Drehmoment von 325 Nm bei 3.750/min, während der größere 4,2-Liter-Motor eine Leistung von 150 kW bei 4.250/min lieferte und ein Drehmoment von 357 Nm bei 3.650/min erreichte. Der kleinere Motor gehörte zur Grundausstattung in den USA, der größere war in Kanada die einzige verfügbare Motorisierung. 

## Mercury Monterey
Von 1950 bis 1974 gab es einen großen PKW dieses Namens, siehe auch Mercury Monterey.
Der Mercury Monterey war die Mercury-Version des Ford Freestar. Wie sein Schwestermodell Ford Freestar bot der Monterey Platz für sieben Personen.  

## Schlechte Verkaufszahlen und frühe Einstellung
Freestar und Monterey wurden für die schlechte Qualität bei ihrer Innenausstattung und für die schlichte Gesamtausstattung im Vergleich zur Konkurrenz getadelt. Von 2005 auf 2006 sanken die Verkaufszahlen des Freestar um 20 % und die des Monterey um 40 %. Der letzte Freestar wurde am 17. November 2006 gebaut.
Die Umbenennung des Modells von Windstar zu Freestar (der zweiten innerhalb von neun Jahren) mag zu seiner frühen Ablösung beigetragen haben. Experten sahen darin ein Beispiel wie aus dem Lehrbuch, dass ein Namenswechsel ein ehemals erfolgreiches Produkt ruinieren kann. Der Toronto Star zitierte einen Experten für Produktnamen, der das Ganze als „Ford Fiasco“ bezeichnete. Naseem Javed, Präsident der ABC Namebank International sah voraus: „Es wird Verwirrung und Chaos für die Verbraucher geben.“
Andere nannten die Idee, alle Ford-Fahrzeuge mit Typenbezeichnungen zu belegen, die mit einem F beginnen, „schlicht dumm“. Ford sagte, dass die Idee von den Händlern käme und zu der 600 Mio. US-$ teuren Überarbeitung des Vans passen würde. Joe Greenwell, Vizepräsident für Marketing und Produktion bei der Muttergesellschaft Ford Motor Co., ging davon aus, dass der neue Name „das Interesse an diesem Produkt steigern“ würde.
Bei der Einführung des Windstar, verkaufte dieser sich sehr gut und zwang Chrysler, ebenfalls einen aerodynamisch gestylten Van anzubieten. Beim, laut Ford-Werbung, „ganz neuen“ Freestar handelte es sich allerdings nur um eine leicht überarbeitete Version des Windstar. Er basierte nach wie vor auf der Ford-V-Plattform aus dem Jahr 1999. Hauptsächlich waren die Frontpartie, das Armaturenbrett und die Mittelkonsole sowie die Position der hinteren Bodenwanne überarbeitet worden.
Die wichtigste Neuerung des Freestar, eine umlegbare dritte Sitzreihe, gab es bei den Modellen der Konkurrenz bereits, und so belegte der Freestar in vielen Vergleichstests den letzten Platz. Er war nicht mehr konkurrenzfähig, seit auch die japanischen Hersteller hinsichtlich der Ausgestaltung und Größe ihrer Fahrzeuge die Vorgaben der in dieser Klasse führenden Chrysler-Vans übernommen hatten. Das frühe Produktionsende des Freestar lag auch in finanziellen Problemen von Ford begründet, sodass man gezwungen gewesen war, die Modelle Taurus, Thunderbird und den Ford GT ebenfalls einzustellen. Darüber hinaus erwies sich auch die neue Marketingstrategie mit F-Typenbezeichnungen als erfolglos, und die ursprünglich Five Hundred bezeichnete Limousine wurde später wieder in Taurus umbenannt. 
Der Freestar besaß an 5. und 6. Stelle der Fahrgestellnummer den Code A5.

## Rückruf
Am 18. Januar 2012 gab die US-Verkehrssicherheitsbehörde NHTSA einen Rückruf für Baujahre 2004 und 2005 bekannt. Betroffen waren 205.900 Fahrzeuge (einschließlich Mercury Monterey), da ein Bauteil des Antriebs versagen kann und es dadurch zu einem abrupten Lahmlegen des Fahrzeugs kommt.

## Nachfolger
Der Nachfolger des Freestar, der Ford Flex, wurde 2007 bei der New York International Auto Show gezeigt. Der neue Wagen wird seit Sommer 2008 als Modell 2009 verkauft. Seit 2010 wird eine Lincoln-Version unter der Bezeichnung Lincoln MKT angeboten.

## Länder, in denen Freestar und Monterey verkauft wurden
- Kanada
- USA
- Mexiko
- Taiwan
- Vereinigte Arabische Emirate
- Saudi-Arabien
- Kuwait
- Katar
- Niederlande